# Thakazhi Sivasankara Pillai
Thakazhi Sivasankara Pillai (17 de abril de 1912 - 10 de abril de 1999) conocido popularmente como Thakazhi por su lugar de nacimiento, fue un novelista y autor de cuentos que forman parte de la literatura malabar. Escribió muchas novelas y más de 600 cuentos cortos centrados en la vida de las clases oprimidas. Sus obras más famosas son Kayar (La cuerda, 1978), Chemmeen (Camarones, 1956), Enipadikal (1964) y Randidangazhi (1948). Pillai recibió el Padma Bhushan, el tercer premio civil más importante de la India. También recibió el Jnanpith, el más alto premio literario de la India, otorgado en 1984 por la novela Kayar. 

## Biografía
Thakazhi Sivasankara Pillai nació el 17 de abril de 1912 en Thakazhi, una pequeña aldea de Kuttanad en el actual distrito Alappuzha de Kerala, de Poypallikalathil Sankara Kurup, que era el hermano de Guru Kunchu Kurup, un decano de Kathakali y Aripurathuveettil Parvathy Amma. Después de una temprana tutoría de su padre y de Chakkampurathu Kittu Asan, un maestro local, Pillai tuvo su educación primaria en una escuela local en Thakazhi y aprobó el 7.º examen de la Escuela de Inglés en Ambalappuzha. Posteriormente, hizo su educación secundaria, primero en una escuela secundaria en Vaikom y más tarde en una escuela en Karuvatta, donde tuvo la oportunidad de estudiar con Kainikkara Kumara Pillai, que era el director de la escuela durante ese período. Tras aprobar el décimo nivel, se trasladó a Trivandrum y aprobó el examen de abogado de la Facultad de Derecho del Gobierno, Thiruvananthapuram. Comenzó su carrera como reportero en el diario Kerala Kesari pero pasó a la carrera jurídica ejerciendo bajo la dirección de un abogado llamado P. Parameshwaran Pillai en el tribunal del munsif de Ambalappuzha. Durante este tiempo, se sintió atraído por el movimiento comunista y participó en el funcionamiento de la Sahitya Pravarthaka Sahakarana Sangham (Sociedad Cooperativa de Escritores). Presidió Kerala Sahitya Akademi y también se asoció con Sahitya Akademi como miembro de su consejo general.
Pillai se casó en 1934 con Thekkemuri Chembakasseril Chirakkal Kamalakshy Ammai, llamada cariñosamente por él como Katha, y la pareja tuvo un hijo y cuatro hijas. Murió el 10 de abril de 1999, a la edad de 86 años (una semana antes de cumplir 87 años), al que sobrevivieron su esposa, que murió el 1 de junio de 2011, y sus cinco hijos.

## Carrera literaria
Pillai, cuyas obras le valdrían más tarde el apodo de Kerala Maupassant, comenzó a escribir a una edad temprana y se sabe que sus asociaciones con Kainikkara Kumara Pillai durante su época escolar y con Kesari Balakrishna Pillai durante sus días de Thiruvananthapuram ayudaron al aspirante a escritor en su carrera; fue este último quien lo introdujo en la literatura europea. Su primer cuento corto fue Daridran (Los pobres), publicado en 1929. Después de muchos cuentos, escribió Thyagathinu Prathiphalam (Frutos del sacrificio) en 1934, que trataba principalmente de las injusticias sociales que prevalecían en esa época. Esta fue la primera de sus 39 novelas; también publicó 21 antologías compuestas de más de 600 cuentos, dos obras de teatro y cuatro memorias.
Las obras literarias de Pillai son conocidas por retratar la sociedad de Kerala a mediados del siglo XX. Thottiyude Makan (El hijo del basurero), una historia sobre un basurero que se esfuerza sin éxito por evitar que su hijo continúe con la profesión familiar, se publicó en 1947 y es conocida por ser la primera novela realista de la literatura malaya. Su novela política, Randidangazhi (Dos medidas, 1948), proyectaba los males del sistema feudal que prevalecía entonces en Kerala, especialmente en Kuttanad. La adaptación cinematográfica, dirigida y producida por P. Subramaniam a partir de un guion del propio Thakazhi, recibió un certificado de mérito en los Premios Nacionales de Cine en 1958.
En 1956, Pillai publicó su epopeya de amor Chemmeen (Camarones), que se apartó de su línea anterior de realismo y la novela recibió la aclamación de la crítica, convirtiéndose en la primera novela india poscolonial que se tradujo al inglés; la traducción inglesa fue aceptada en la Colección de Obras Representativas de la UNESCO de la Serie India. Narraba una trágica historia de amor con el telón de fondo de una aldea de pescadores en Alappuzha. La novela y su adaptación cinematográfica, también titulada Chemmeen (1965), le valió fama nacional e internacional. Chemmeen fue traducida a 19 idiomas del mundo y adaptada al cine en 15 países. La adaptación cinematográfica, dirigida por Ramu Kariat, ganó el Premio Nacional de Cine al Mejor Largometraje en 1965. Su siguiente obra notable fue Enippadikal (Los peldaños de la escalera), publicada en 1964, que traza la trayectoria de un ambicioso burócrata cuya lujuria por el poder y la posición se convierte en su propia perdición. La novela fue adaptada al cine en 1973 por Thoppil Bhasi. Anubhavangal Paalichakal, otra novela que publicó en 1966, también se convirtió en un largometraje de K. S. Sethumadhavan, en 1971, con Sathyan, Prem Nazir y Sheela en los papeles principales.
Pillai escribió Kayar en 1978, una larga novela de más de 1000 páginas, que cubre la historia de varias generaciones en Kuttanad durante más de 200 años y es considerada por muchos como su obra maestra, a pesar de la popularidad de Chemmeen. La novela trata de cientos de personajes a lo largo de cuatro generaciones, reviviendo un período axial (1885-1971) durante el cual el feudalismo, el matrilinaje y el trabajo en condiciones de servidumbre dieron paso a la vida conyugal y al acceso universal a la propiedad de la tierra y, más tarde, a la descolonización y a la revolución industrial de los años sesenta.
Pillai escribió su única obra en 1946 titulada Thottilla, que era un drama social; fue representada en muchos escenarios por el Kerala People's Arts Club. Publicó cuatro libros autobiográficos y otras dos obras. Cuatro de sus cuentos cortos fueron la base de una película, Naalu Pennungal, hecha por Adoor Gopalakrishnan en 2007, que él denominó como su homenaje al escritor.

## Premios y honores

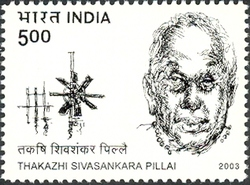
Pillai en un sello de la India de 2003

Pillai recibió el premio Sahitya Akademi en 1957 por la epopeya de amor, Chemmeen. Kerala Sahitya Akademi seleccionó a Enippadikal para su premio anual de novelas en 1965. Su novela, Kayar, fue seleccionada para el Premio Vayalar en 1984, y recibió el máximo galardón literario indio, Njanapeedam, en 1984, y un año más tarde, el Gobierno de la India le concedió el tercer máximo honor civil del Padma Bhushan. Sahitya Akademi lo eligió como miembro distinguido en 1989; para entonces ya había sido miembro distinguido de la Kerala Sahitya Akademi. En 1994, el Gobierno de Kerala le concedió el Ezhuthachan Puraskaram, su más alto honor literario. En 1996 se le concedió un doctorado honorario (D.Litt) por la Universidad Mahatma Gandhi. En 2003, India Post emitió un sello postal conmemorativo que representaba su imagen, en el marco de la serie Ganadores del Premio Jnanapith. Sahitya Akademi encargó la realización de un documental sobre la vida de Pillai y M. T. Vasudevan Nair realizó Thakazhi, un documental de 57 minutos de duración, que se estrenó un año antes de la muerte de Pillai en 1998. El Gobierno de Kerala adquirió Sankaramanagala, el hogar ancestral de Pillai, en 2000, y en 2001 se creó un museo, el Museo Conmemorativo de Thakazhi, en honor a la memoria del escritor.

### Novelas
- Thakazhi Sivasankara Pillai (1934). Thyagathinu Prathiphalam. Poorna Publications.
- Thakazhi Sivasankara Pillai (1956). Chemmeen. Westport, Conn.: Greenwood Press. ISBN 0313212139. OCLC 4194651.
- Thakazhi Sivasankara Pillai (1963). Avante Smaranakal: Novel. Sahitya Pravarthaka.
- Thakazhi Sivasankara Pillai (1948). Randidangazhi. DC Books. ISBN 817130673X.
- Thakazhi Sivasankara Pillai (1996). Thottiyude Makan (1st edición). Kottayam: DC Books. ISBN 8171306373. OCLC 37694031.
- Thakazhi Sivasankara Pillai (1950). Thendivargam. Poorna Publications. ISBN 9788130000244.
- Thakazhi Sivasankara Pillai (2006). Enippadikal. DC Books. ISBN 978-81-7130-722-7.
- Thakazhi Sivasankara Pillai (1967). Anubhavangal Palichakal. Current Books.
- Thakazhi Sivasankara Pillai (1978). Kayar. DC Books. ISBN 978-81-7130-071-6.
- Sivasankara Pilla, Thakazhi (1975). Punnapra Vayalaarinu Sesham. DCB.
- Thakazhi Sivasankara Pillai (1977). Azhiyakkurukku.
- Thakazhi Sivasankara Pillai (2007). Baloonukal. Poorna Publications. ISBN 9798171805234.
- Sivasankara Pilla, Thakazhi (1991). Nellum thengayum. Thrissur: Current Books. Archivado desde el original el 4 de febrero de 2019.
- Sivasankara Pilla, Thakazhi (1990). Oru Erinjadangal. Kottayam: S.P.C.S.
- Sivasankara Pilla, Thakazhi (1996). Paramaarthangal. Kozhikode: Poorna Publications. ISBN 9788171805280. Archivado desde el original el 4 de febrero de 2019.
- Sivasankara Pilla, Thakazhi (2004). Irupathonnaam noottaandu. Thrissur: Kerala Sahitya Academy. ISBN 9788176900690.
- Sivasankara Pilla, Thakazhi (1996). Pathithapankajam. Kozhikode: Poorna Publications. ISBN 9788171805259. Archivado desde el original el 4 de febrero de 2019.
- Sivasankara Pilla, Thakazhi (2007). Nellum thengayum. Kozhikode: Poorna Publications. ISBN 9788130007038. Archivado desde el original el 4 de febrero de 2019.
- Sivasankara Pilla, Thakazhi (2007). Kure manushyarute katha. Kozhikode: Poorna Publications. ISBN 9788130006185. Archivado desde el original el 4 de febrero de 2019.
- Sivasankarapilla, Thakazhi (3 de febrero de 2019). Thakazhiyude novalukal. Kottayam: DC Books. ISBN 9788126431786.
- Thakazhi (1968). Pappiammayum makkalum. Current books, Thrissur: Current Books. Archivado desde el original el 4 de febrero de 2019.
- Thakazhi (1969). Ouseppinde Makkal. Current books, Thrissur: Current Books. Archivado desde el original el 4 de febrero de 2019.
- Thakazhi (1969). Anjupennungal. Current books, Thrissur: Current Books.
- Sivasankarapilla Thakazhi (1967). Chukku. Kottayam: N.B.S. Archivado desde el original el 4 de febrero de 2019.
- Sivasankarapillai, Thakazhi (1972). Kodipoya mukhangal. Sahithya pravarthakasahakaranasangam: Sahithya pravarthakasahakaranasangam. Archivado desde el original el 4 de febrero de 2019.
- Sivasankara Pillai, Thakazhi (1977). Thakazhiyude Adhyakala Novelukal. Sahithya Pravarthaka Co: Sahithya Pravarthaka Co.
- Thakazhi (1974). Akathalam. Sahithya Pra. Co. s: Sahithya Pra. Co. s.
- Thakazhi sivasankarapillai (1967). Vilpanakkari. Mangalodayam: Mangalodayam.
- Sivasankara Pillai, Thakazhi (1996). Jeevitham Sundaramaanu, Pakshe. Kozhikode, Poorna.
- Sivasankara Pillai, Thakazhi (1948). Thalayodu. Kottayam, NBS.
- Sivasankara Pillai, Thakazhi; Author (2004). Aakaasam. Kottayam, D C Books. ISBN 9788126407972.
- Sivasankarapilla Thakazhi (1965). Dharmaneethiyo Alla Jeevitham. THRISSUR: THE MANGALODAYAM.
- Sivasankarapilla Thakazhi (1984). Perillaakatha. KOTTAYAM: S P C S.
- Sivasankara Pillai Thakazhi. Pennu. Kozhikode.
- Sivasankara Pillai Thakazhi (1971). Pennaayi Pirannaal. Kottayam: Author.
- Sivasankara Pillai Thakazhi. Nurayum Pathayum (en inglés). Poorna Publications. ISBN 9788130000152.
- Sivasankara Pillai Thakazhi. Oru Premathinte Bakki (en inglés). Poorna Publications. ISBN 9788130003740.
- Shivashankarapilla,Thakazhi. (1983). Oru Manushyante Mukham (en inglés). DC Books.
- Shivashankarapilla,Thakazhi (1966). Maamsathinte Vili. Champakkulam: B K M BOOK DEPOT.
- Susheelan
- Thakazhiyude Lakhunovelukal

### Antologías de cuentos
- Venugopalan, P., ed. (2015). Thakazhi Sampoorna Kathakal: 3 Vols.. Thrissur: Green Books. ISBN 9788184234442.
- Sivasankara Pilla, Takazhi (2014). Theranjedutha kathakal. Kottayam: Sahitya Pravarthaka Sahagarana Sangham. ISBN 9789384075538.
- Sivasankara Pilla, Thakazhi (2016). Kathakal. Kottayam: D C books. ISBN 9788126464425.
- Sivasankarapillai Thakazhi (1995). Thakazhiyude kadhakal. D.C. Books, Kottayam: D.C. Books, Kottayam.
- Thakazhi (1969). Changathikal. Mangalodayam: Mangalodayam. Archivado desde el original el 4 de febrero de 2019. Consultado el 26 de noviembre de 2020.
- Sivasankara Pillai, Thakazhi (1992). Oru Kuttanaadan Katha.
- Sivasankara Pillai, Thakazhi (1993). Jeevithathinte Oredu. Kottayam, DCB.
- Sivasankara Pillai, Thakazhi (2007). Vellappokkathilum mattu pradhaana kathakalum (Ed.5 edición). Kottayam, D C Books. ISBN 9788126405589.
- Sivasankara Pillai, Thakazhi (2004). Irupathonnaam noottaandu: samaaharikkaatha 16 kathakal. Thrissur, Kerala Sahithya Akademi Ke. ISBN 9788176900690.
- Sivasankara Pillai, Thakazhi; Author (2009). Nithyakanyaka: kathakal. Kottayam, Sahitya Pravarthaka Co-operative Society Ltd.
- Sivasankara Pilai, Thakazhi (1980). Kure kathaapaathrangal (en malayalam). Kottayam, D C books.
- Sivasankara Pillai Thakazhi (1969). Ekanthapathikan. KADAPPAKKADA: N B S.
- Sivasankara Pillai Thakazhi (1958). Njan Piranna Nadu. Trichur: Current Books.
- Thakazhi (1969). Anjupennungal. Current books, Thrissur: Current Books.
- Inquilab (1952)
- Khoshayathra
- Pativratha (Chaste Wife, 1946)
- Pratheekshakal
- Puthumalar
- Adiyozhukkukal
- Prathijna
- Njarakkangal
- Makalude Makal
- Kanakku Theerkkal
- Aadhyathe Prasavam
- Alinganam
- Charithrasathyangal

### Autobiografías
- Thakazhi sivasankarapillai (1967). Ente Balyakala kadha. Mangalodayam: Mangalodayam.
- Shivasankara Pillai, Thakazhi (2007). Athmakatha. Thrissur: Green Books.
- Sivasankara Pillai, Thakazhi (1985). Ormayude Theerangalil.
- Ente Vakeel Jeevitham

### Obras de teatro
- Thakazhi sivasankarapillai (1946). Thottilla. KPAC.

### Otros trabajos
- Sivasankarapilla Thakazhi (1966). American Thirasseela. Mangalodayam: Mangalodayam.
- Sivasankara Pillai, Thakazhi (2000). Ente Ullile Kadal. Kottayam, D C Books. ISBN 9788126401178.

### Películas
- Nurayum Pathayum
- Naalu Pennungal
- Chemmeen
- Eanippadikal
- Anubhavangal Paalichakal
- Randidangazhi
- Chukku

## Estudios críticos sobre Thakazhi
- Annamma Jacob; Samuel, C. D; Guide (1990). Thakazhiyude novelukalile saamoohika prathibhalanam (Ph.D edición). Kottayam, Mahatma Gandhi University.
- Mathew, Manarcadu (2000). Thakazhiyum Basheerum koodikkaazhchakalil. Kottayam, Current Books. ISBN 9788124008195.
- Ayyappa Panicker, K.; Chandrika; Tr (1992). Thakazhi Sivasankara Pilla.
- Krishnan Patyam, O. (1994). Raajam Krishnanum Thakazhiyum(tharathamya saahithya padhanam). Kottayam, NBS.
- Sarma, V. S; Ed (1991). Thakazhiyum malayala novelum. Thiruvananthapuram, Kerala Sarvakalaasaala Malayala Vibhaagam.
- Karim, M. M. (1985). Premchandum Thakazhiyum.
- S. Karunya. Worlds of Amitav Ghosh and Thakazhi Sivasankara Pillai- Ecological Archetypes in the Select Novels. Online International Interdisciplinary Research Journal.
- Francis Zimmermann (2007). Thakazhi's KAYAR: Stories, Narrative and History in a Malayalam modern epic.
- Nidhi Malik. The fall of customs in the Chemmeen. International Journal of Applied Research.

## Otras lecturas
- Press Trust of India. «A literary colossus, Thakazhi helped Malayalam literature break colonial mould».
- Venu Menon. «Pantheon Revisited: Thakazhi».
- Cherian M. T. «Thakazhi museum».
- P. K. Thilak. «Female characters in Thakazhi's literature» (en malayalam). Archivado desde el original el 24 de mayo de 2013.